# Crist es va aturar a Èboli
Crist es va aturar a Èboli (títol original: Cristo si è fermato a Eboli) és un llibre autobiogràfic del metge, artista i escriptor italià Carlo Levi escrit entre el desembre de 1943 i el juliol de 1944 a Florència i publicat el 1945. El 1979 se'n va fer una adaptació cinematogràfica amb el mateix nom.

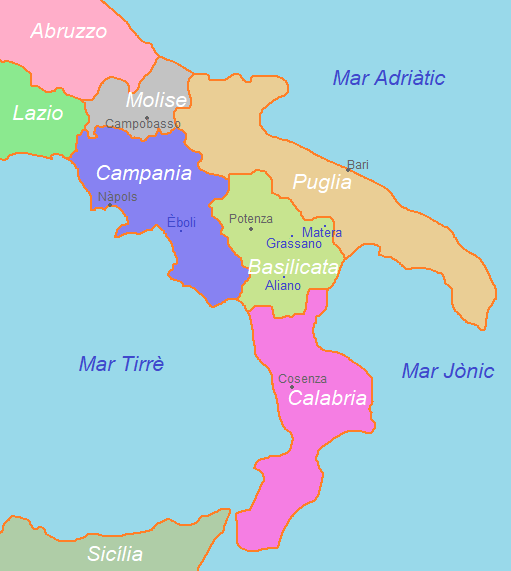
Localitats que intervenen en el llibre.

Entre 1935 i 1936, sota el règim de Mussolini, l'escriptor va ser condemnat a l'exili per les seves activitats antifeixistes i va haver de passar un llarg període a la regió de Lucània, que avui es coneix com a Basilicata, primer a Grassano i després a Aliano (que al llibre s'anomena "Gagliano", imitant la pronúncia local), on va conèixer la realitat d'aquelles contrades. En tornar de l'exili i després d'una llarga estada a França, Levi va escriure la novel·la, en la qual evoca la seva estada en aquelles terres.
El mateix Levi escriu al prefaci: "Com si fos un viatge al principi dels temps, 'Crist es va aturar a Èboli' relata el descobriment d'una civilització diferent. És la dels pagesos del sud d'Itàlia: fora de la Història i la Raó progressista, la saviesa antiga i el patiment pacient. El llibre, però, no és un diari; va ser escrit molts anys després de l'experiència directa de la qual va sorgir, quan les impressions reals ja no tenien la urgència prosaica d'un document".
"El títol del llibre prové d'una expressió de la gent de Gagliano que diu d'ells mateixos: 'Crist es va aturar no lluny d'aquí, a Èboli', que significa, en efecte, que se senten passats per alt pel cristianisme, per la moral, per la història mateixa, que d'alguna manera han estat exclosos de la plena experiència humana". Levi va explicar que Èboli, una ciutat de la veïna regió de Campània, a l'oest, a prop de la costa, és on la carretera i el ferrocarril es desviaven cap a Basilicata de les rutes costaneres nord-sud.

## Argument

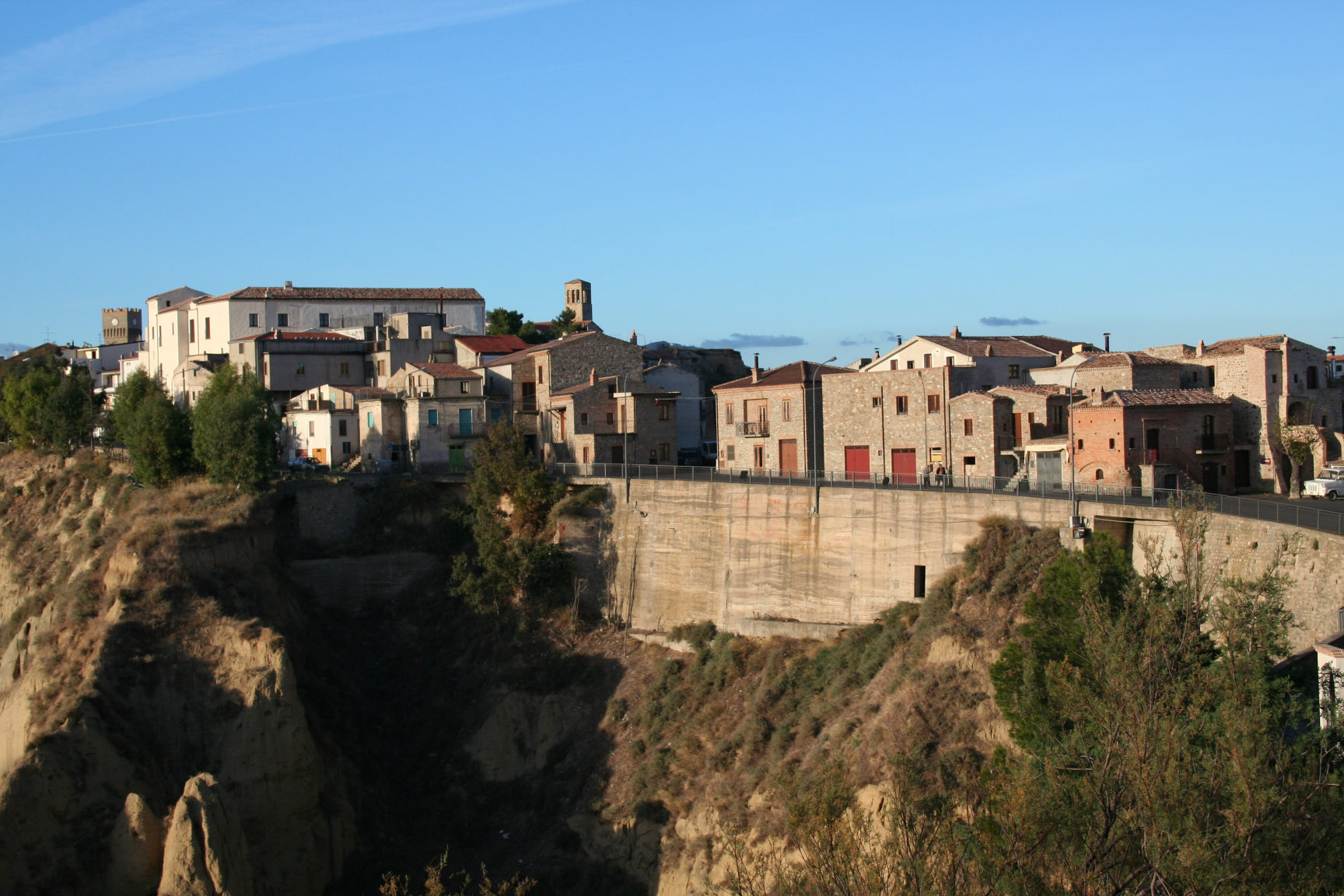
Vista d'Aliano

Els pobles de Grassano i Gagliano eren extremadament pobres. Els mancaven béns bàsics perquè no tenien botigues. La dieta típica, escassa, consistia en pa, oli, tomàquets triturats i pebrots. No tenien a penes articles moderns, i els que tenien s'utilitzaven poc. L'únic lavabo públic (i l'únic bany) del poble no tenia aigua corrent i servia com a refugi per a animals en lloc de persones. A més, només hi havia un cotxe a la zona. Les cases estaven escassament moblades; la decoració més freqüent era un dòlar americà, una foto del president dels Estats Units Roosevelt o la Madonna di Viggiano exposada a les seves parets. L'atenció sanitària era deficient; els dos metges de la ciutat no eren de cap manera dignes representants de llur professió. Els pagesos no se'n refiaven i recorrien a les habilitats mèdiques de Levi, tot i que ell n'era reticent perquè no havia exercit en anys. La malària va acabar amb la vida de molts vilatans. L'escola funcionava, però l'alcalde, que feia de mestre, passava més temps fumant al balcó que ensenyant als nens.
Els valors religiosos eren una barreja de catolicisme i misticisme. Tot i que la gent era piadosa en el sentit que eren morals i amables, estaven més motivats per creences en màgia i misticisme que en religió. Freqüentaven poc l'església i, de fet, marginaven el seu sacerdot, que era un borratxo; a més la seva reputació havia quedat tocada al principi de la seva carrera després de tenir relacions sexuals amb una jove estudiant; havia estat traslladat d'un lloc a un altre durant anys i finalment va acabar a Gagliano. El sacerdot, però, sentia la mateixa aversió per la gent del poble, a qui anomenava "rucs, no cristians". Sembla que el cristianisme no hi estava consolidat del tot: les supersticions, els esperits i els encanteris modelaven la vida quotidiana més que les creences cristianes. En general, però, la gent, assistia a missa els dies festius i respectava la Mare de Déu.

## Lucània: feixisme i guerres
El sud d'Itàlia no donava suport completament a Mussolini i al seu govern feixista, mentre que els del nord menyspreaven els del sud i els veien com a ciutadans inferiors. Els del sud se sentien separats d'Itàlia i miraven cap a Amèrica com un paradís d'esperança i prosperitat. Levi escriu: "Nova York, en lloc de Roma o Nàpols, seria la veritable capital dels pagesos de Lucània, si aquests homes sense país poguessin tenir una capital".
El 1935, quan Itàlia va iniciar una guerra a l'Abissínia (actual Etiòpia), als vilatans els va ser indiferent. Levi només esmenta un home que es va allistar per poder escapar dels seus problemes a casa. Assenyala, però, que la gent tampoc va parlar de la Primera Guerra Mundial, tot i que molts homes hi van perdre la vida.
Cap al final de la seva estada, Levi viatjà al nord per a assistir a un funeral. Després de gairebé un any a Lucània, va sentir una incomoditat que no havia experimentat abans. Parlant de política amb amics i coneguts, es va adonar de com ignorava la situació general del sud, escoltant-los parlar dels "problemes del sud", de qui n'era el culpable i què es podia i s'havia de fer. Tots pensaven que l'estat havia d'aportar: "alguna cosa útil, benèfica i miraculosa". Levi va atribuir això a catorze anys d'adoctrinament feixista, que inconscientment els havia inoculat la idea d'una Itàlia unida i utòpica.

## Influència posterior
El títol del llibre ha quedat a Itàlia com una frase feta, emprada quan hom vol expressar que el progrés o la civilització no ha arribat a una determinada zona. Per exemple, a la sèrie de la RAI ambientada a Matera 'Imma Tataranni - Sostituto procuratore' (que ha estat doblada al castellà), es pot trobar el següent diàleg:
"- [Ponzio] Había encontrado en Fátima unas cualidades ... preciosas, raras, difíciles de encontrar en un sitio así. ¿Lo recuerda? Cristo decidió detenerse en Éboli.
- [Tataranni] Bueno, no estoy de acuerdo con usted. Para bien o para mal, las cosas han cambiado desde la época de Carlo Levi."